# 이진구 (1948년)
이진구(李鎭久, 1948년 5월 12일, 경상북도 경주시 ~ )은 대한민국의 제2·3·4·5대 경상북도 경주시의원이다.

## 학력
- 1955.03 ~ 1961.02 영지국민학교 졸업
- 1961.03 ~ 1963.02 신라중학교 졸업
- 1963.03 ~ 1966.02 경주공업고등학교 토목과 졸업
- 2012.03 ~ 2014.02 경북과학대학교 사회체육학 졸업

## 경력
- 1995.07 ~ 1998.06 제2대 경상북도 경주시의회 의원
- 1995.07 ~ 1996.12 제2대 경상북도 경주시의회 전반기 내무경제위원회 위원
- 1995.07 ~ 1996.12 제2대 경상북도 경주시의회 전반기 예산결산특별위원회 위원장
- 1997.01 ~ 1998.06 제2대 경상북도 경주시의회 후반기 보사문화위원회 위원
- 1997.01 ~ 1998.06 제2대 경상북도 경주시의회 후반기 예산결산특별위원회 위원
- 1998.07 ~ 2002.06 제3대 경상북도 경주시의회 의원
- 1998.07 ~ 2000.07 제3대 경상북도 경주시의회 전반기 내무보사위원회 위원
- 1998.07 ~ 2000.07 제3대 경상북도 경주시의회 전반기 기획총무위원회 위원
- 1998.07 ~ 2000.07 제3대 경상북도 경주시의회 전반기 예산결산특별위원회 위원장
- 1998.08 ~ 1999.05 제3대 경상북도 경주시의회 경부고속철도확정노선관철특별위원회 위원장
- 2000.07 ~ 2002.06 제3대 경상북도 경주시의회 후반기 산업건설위원회 위원
- 2000.07 ~ 2002.06 제3대 경상북도 경주시의회 후반기 예산결산특별위원회 위원장
- 2002.07 ~ 2006.06 제4대 경상북도 경주시의회 의원
- 2002.07 ~ 2004.07 제4대 경상북도 경주시의회 전반기 의장
- 2004.07 ~ 2006.06 제4대 경상북도 경주시의회 후반기 기획총무위원회 위원
- 2004.07 ~ 2006.06 제4대 경상북도 경주시의회 후반기 의회운영위원회 위원
- 2004.07 ~ 2006.06 제4대 경상북도 경주시의회 후반기 예산결산특별위원회 위원
- 2005 ~ 2005 제3대 국책사업 경주 유치 상임공동대표
- 2005.04 ~ 2005.05 제4대 경상북도 경주시의회 중·저준위방폐장 유치 및 원전특별위원회 위원장
- 2005.07 ~ 2006.01 제4대 경상북도 경주시의회 중·저준위원전수거물관리센터유치 및 원전특별위원회 위원장
- 2006.07 ~ 2009.03 제5대 경상북도 경주시의회 의원
- 2006.07 ~ 2008.07 제5대 경상북도 경주시의회 전반기 기획행정위원회 위원
- 2006.07 ~ 2008.07 제5대 경상북도 경주시의회 전반기 예산결산특별위원회 위원
- 2007.10 ~ 2007.10 제5대 경상북도 경주시의회 조례정비특별위원회 위원
- 2008.07 ~ 2009.03 제5대 경상북도 경주시의회 후반기 의장
- 2011 ~ 2013 한국원자력환경공단 사외이사
- 새누리당
- 2015.02 ~ 한국수력원자력 비상임이사
- 자유한국당

## 역대 선거 결과
|  | 52.94% |

|  | 0% |

|  | 49.82% |

|  | 23.22% |